# Luc Breton
Pour les articles homonymes, voir Breton (homonymie).
Luc François Breton est un sculpteur français né à Besançon le 6 octobre 1731, et mort dans la même ville le 20 février 1800.

## Biographie
D'abord menuisier, Luc Breton devient l'élève de Claude-François Attiret. Influencé par Pierre Puget, il séjourne longtemps à Rome. En 1758, il remporte le grand prix à l'Académie de Saint-Luc de Paris, et est admis comme pensionnaire à l'école française. Il travaille essentiellement à Besançon, sa ville natale, à partir de 1771. En 1773, il fonde l'école des beaux-arts de Besançon avec le peintre suisse Jean Wyrsch. Le tombeau qu'il avait sculpté pour Charles-Ferdinand de La Baume-Montrevel à Pesmes (Haute-Saône) a été détruit pendant la Révolution française.
Au moins deux de ses oeuvres se trouvent à Rome : Accademia Nazionale di San Luca « Il Pontefice Metello salva il simulacro di Pallade durante l’incendio del Tempio di Vesta » - « Le Pontife Metello sauve l’effigie de Pallas durant l’incendie du Temple de Vesta », 1758. Terre cuite, cm 61,5 x 85 x 20. Inv. 15, et Chiesa dei Santi Claudio e Andrea dei Borgognoni di Franche Comté (Église des Saints André et Claude des Bourguignons de Franche Comté), Façade : Statue de « Sant’Andrea » - « Saint-André » – 1771- une source indique 1758 (La statue de Saint-Claude est de Grandjacquet).

## Galerie

Œuvres de Luc Breton au musée des beaux-arts et d'archéologie de Besançon
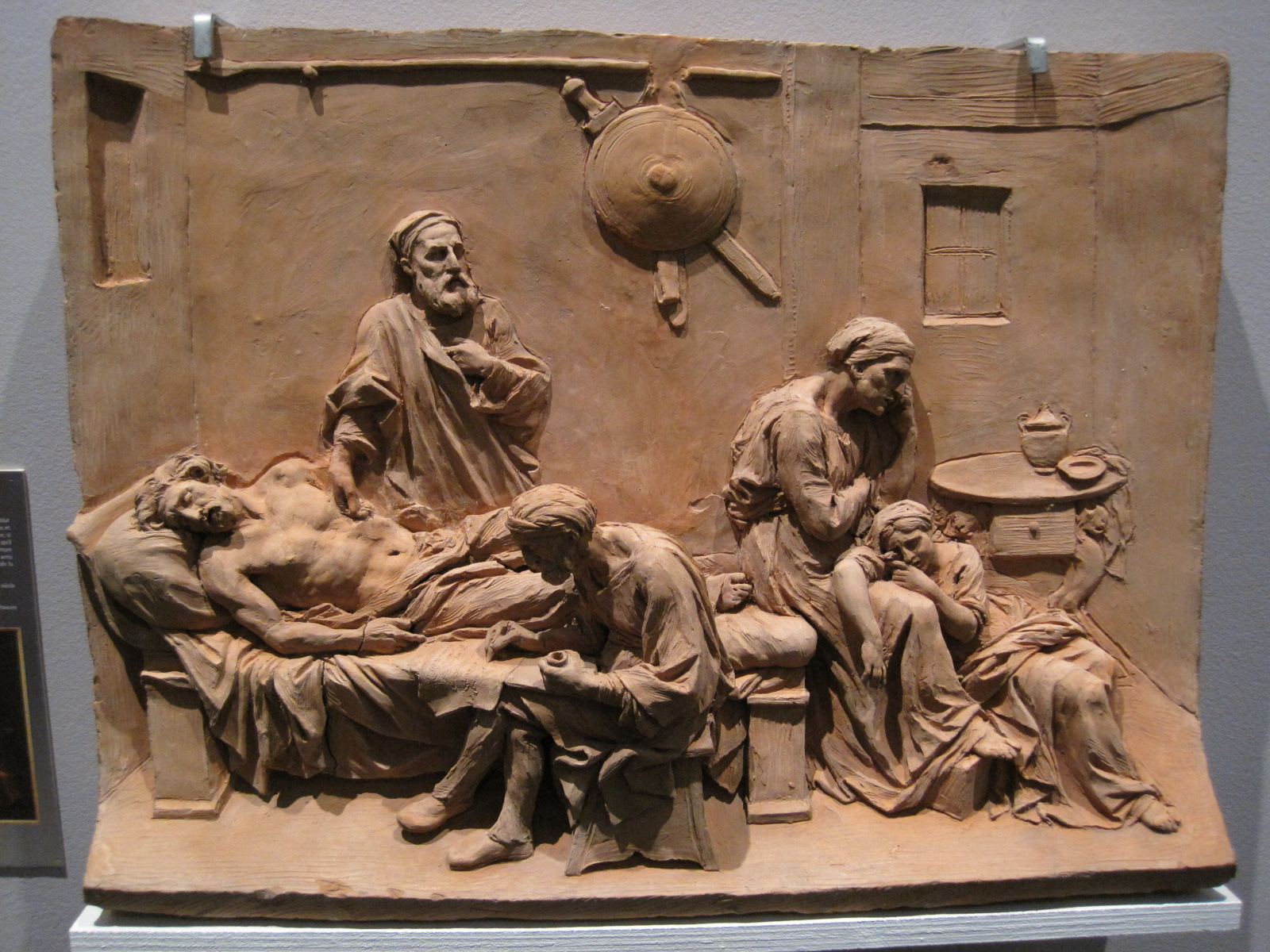
Le testament d'Eudamidas
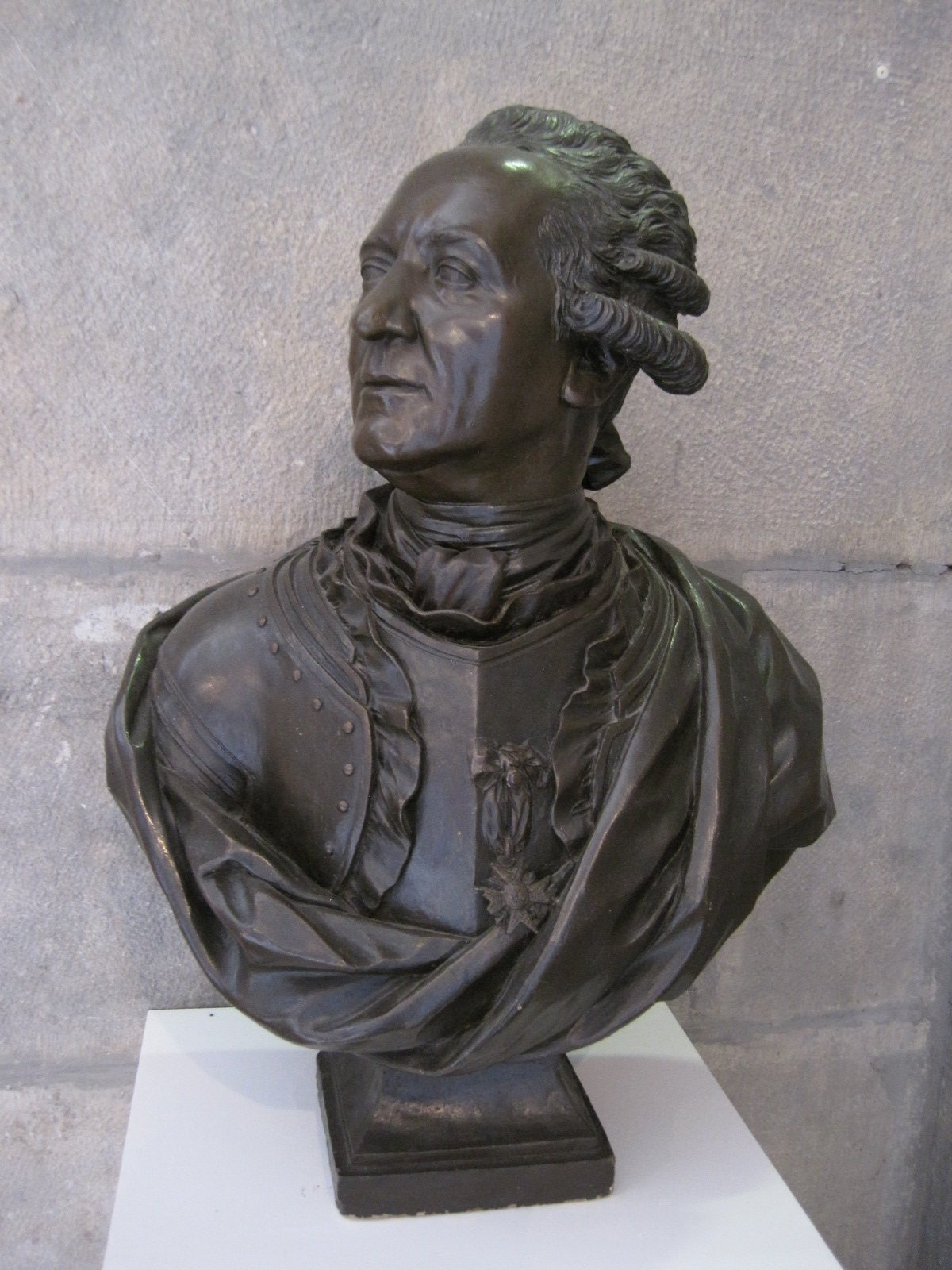
Le prince de Beauffremont
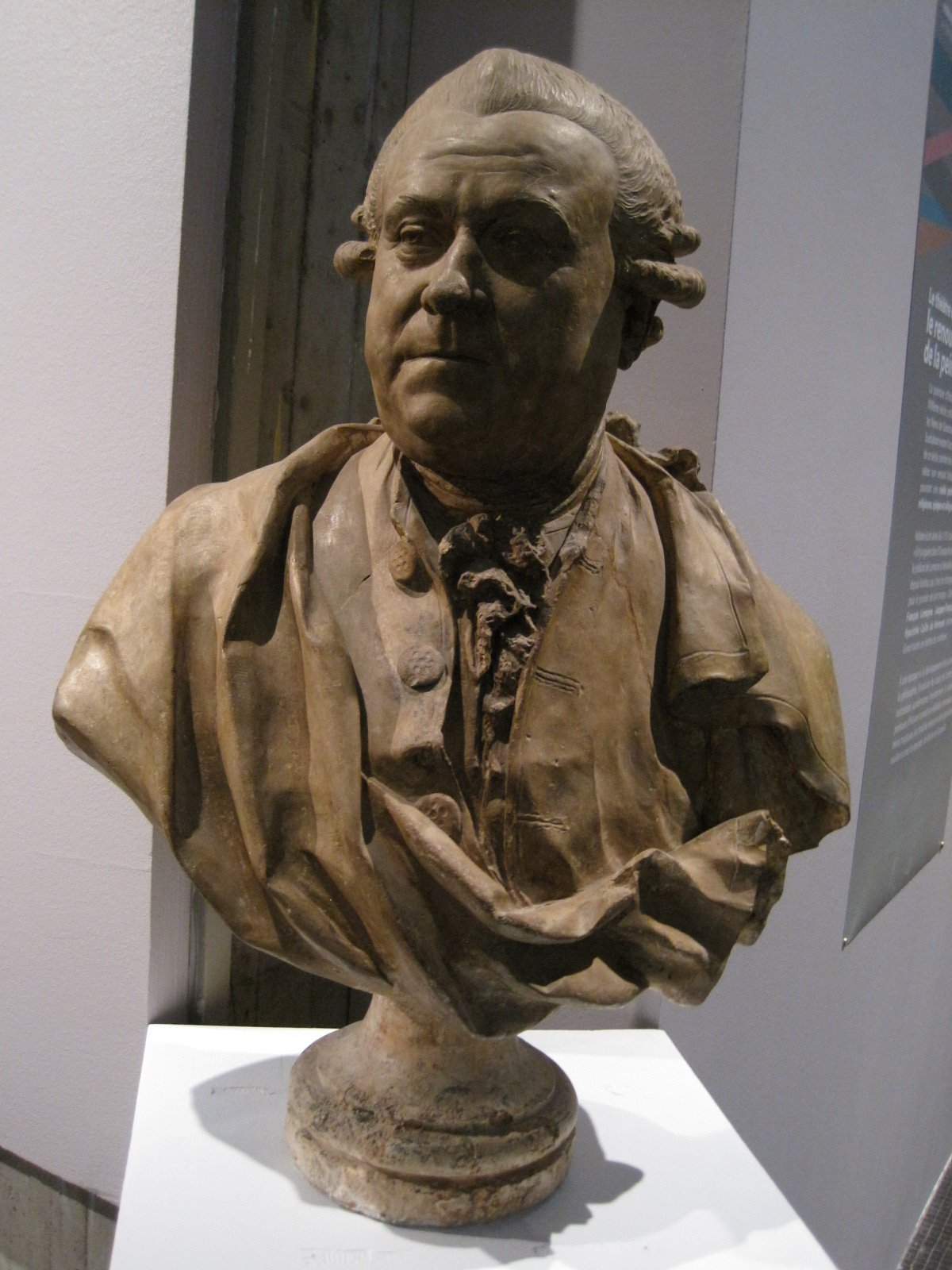
Henri-Ferdinand Jallout
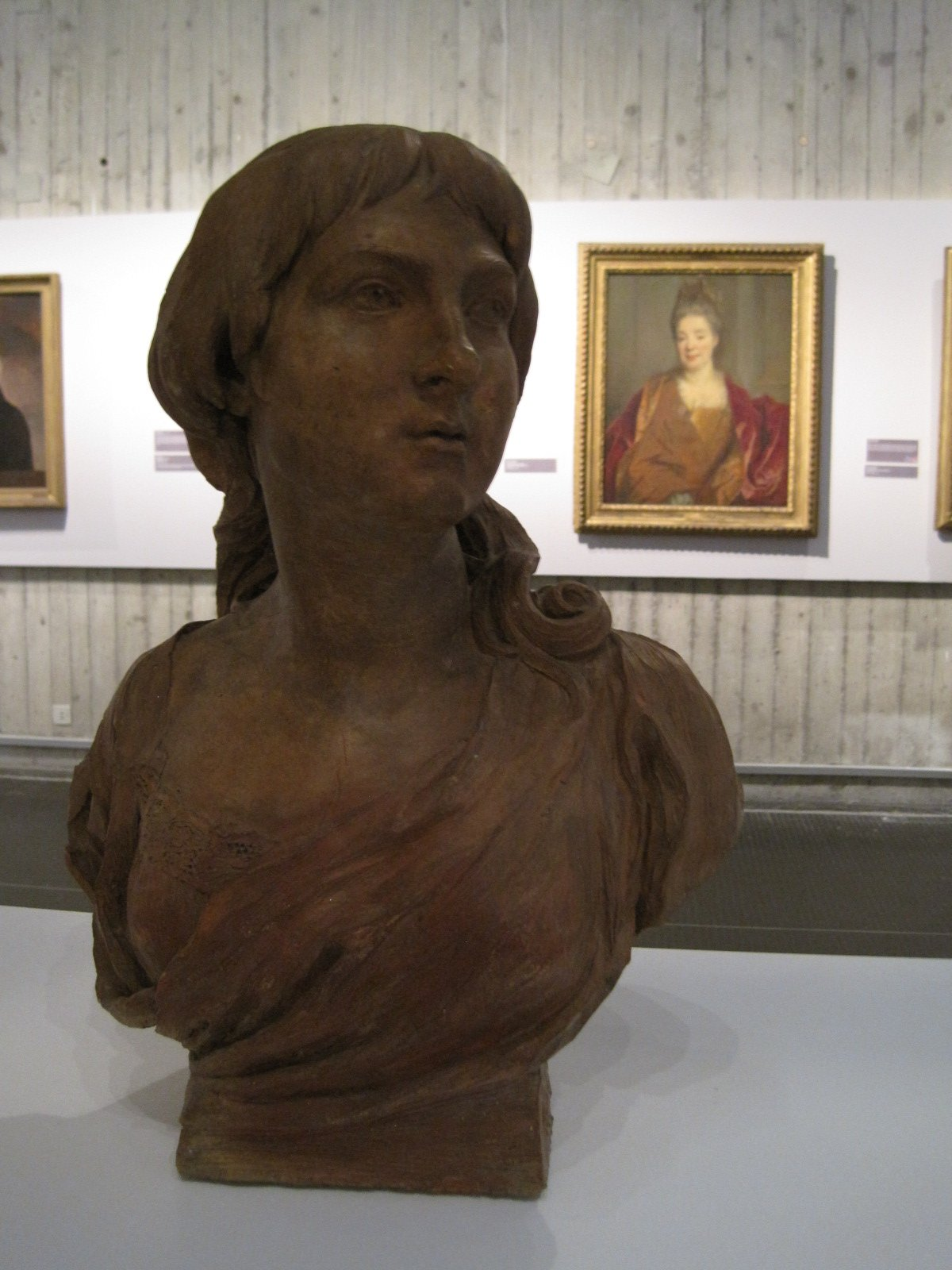
Marguerite de Jouffroy d'Uzelle
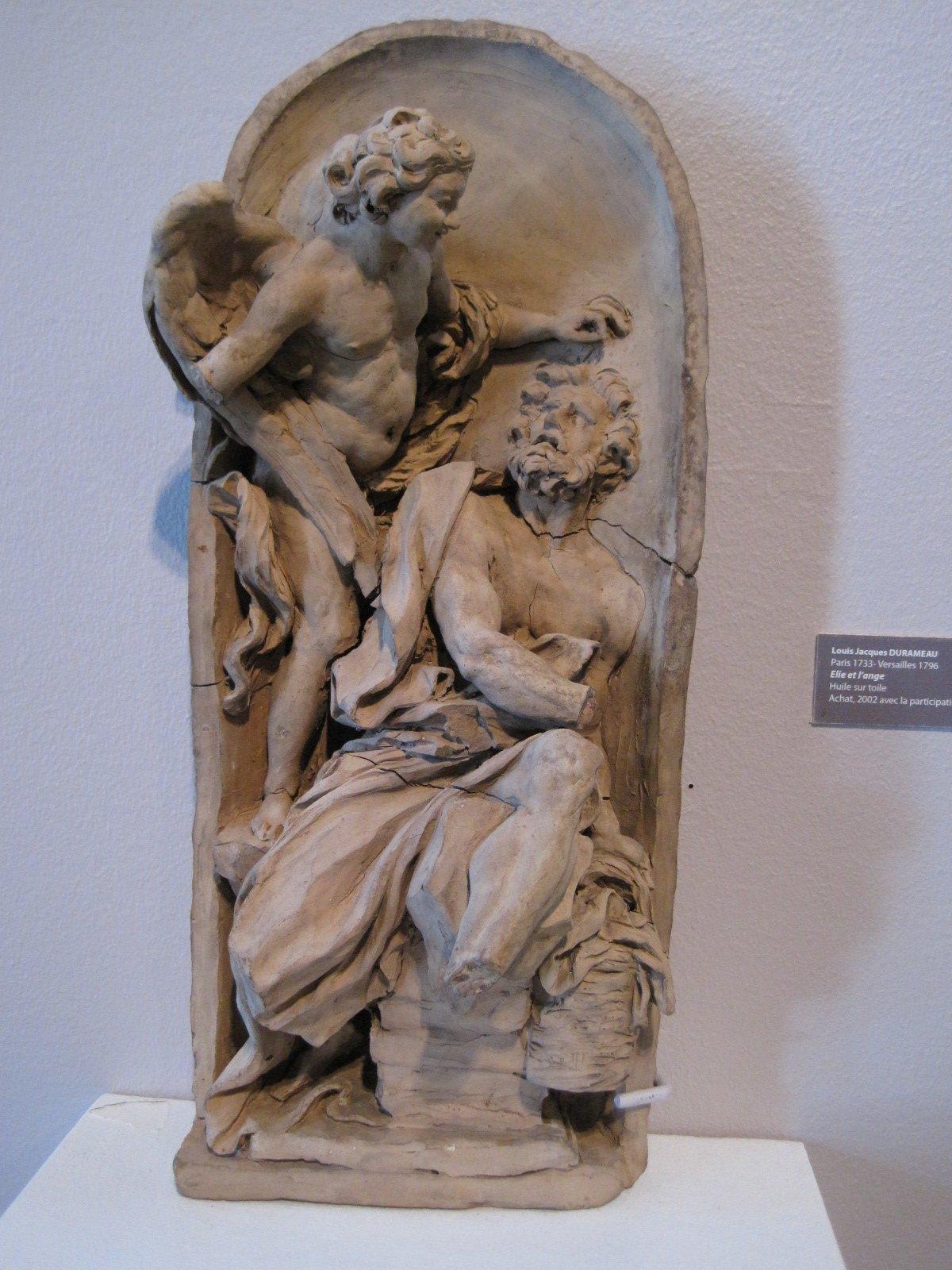
Habacuc et l'ange
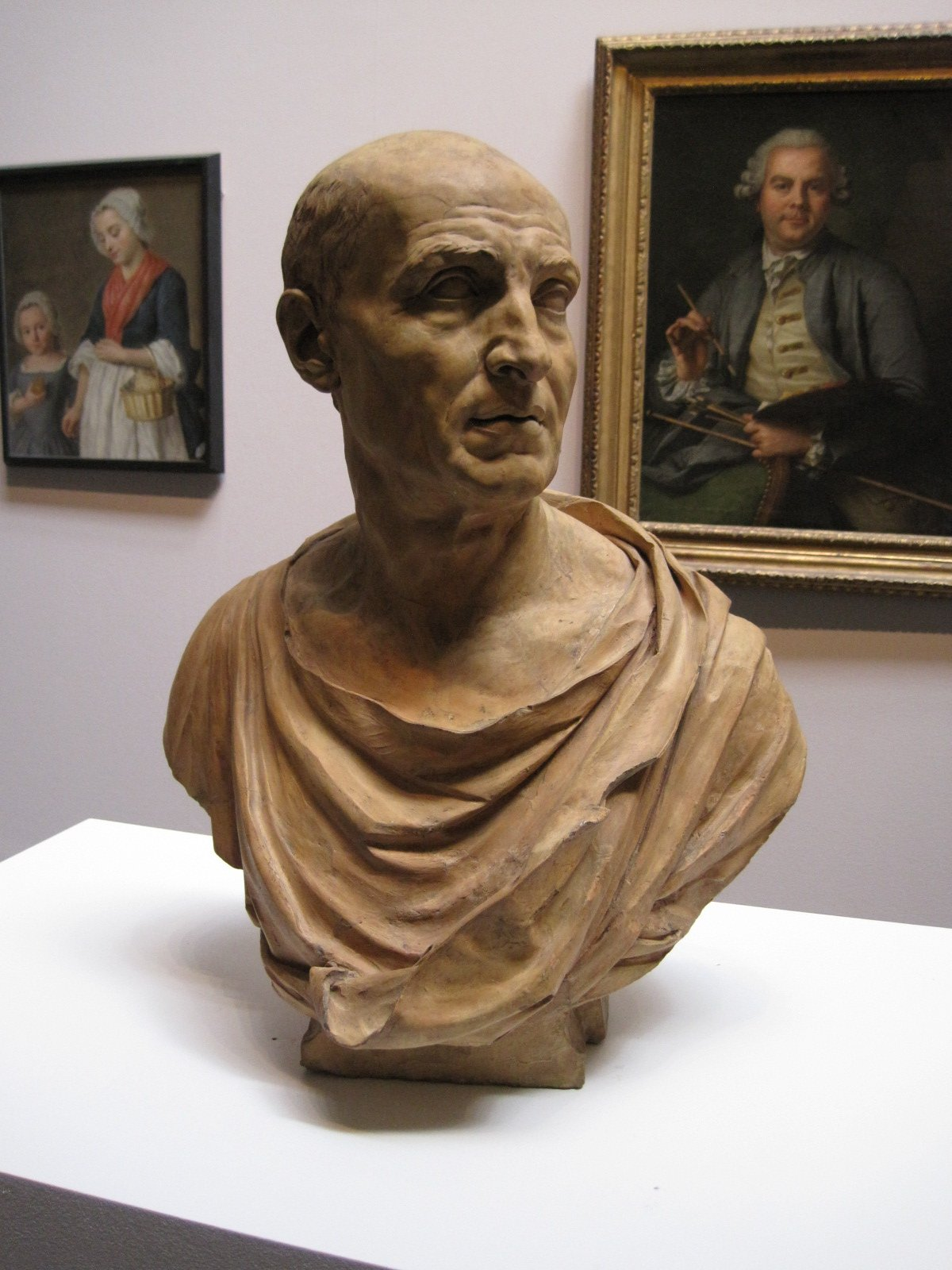
Cicéron

Autres œuvres de Luc Breton
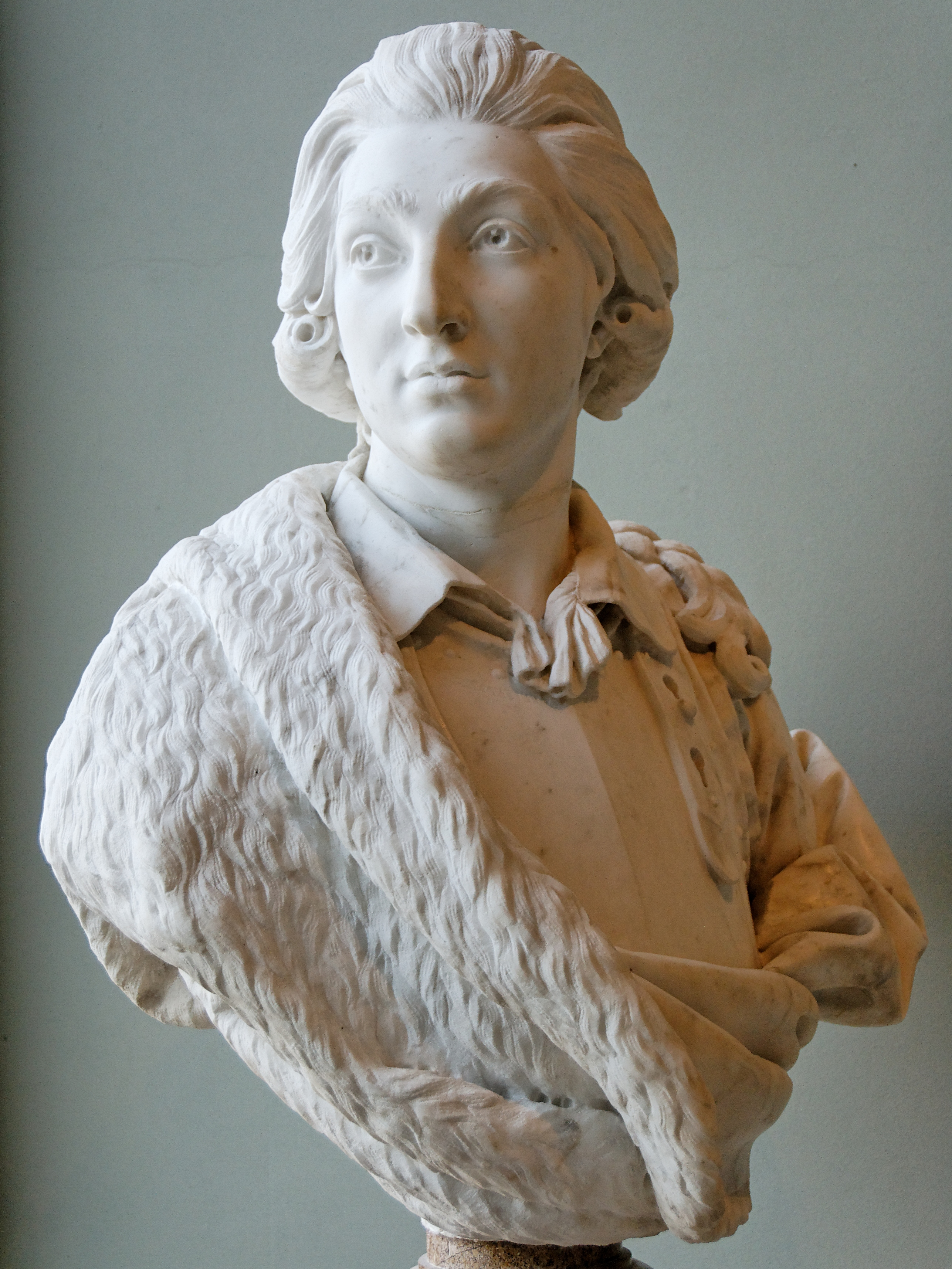
Le prince Louis de Bauffremont, Paris, musée du Louvre.
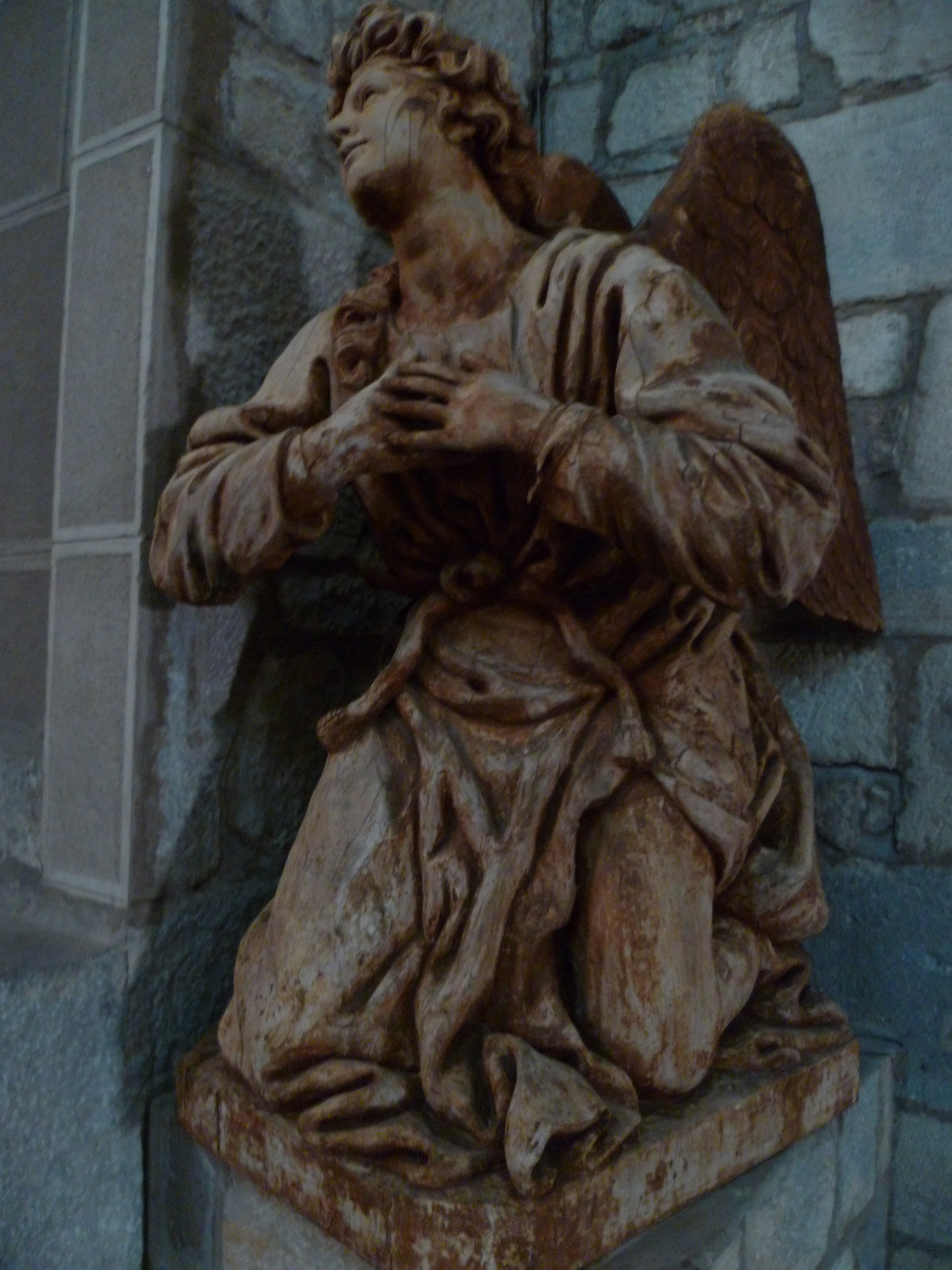
Ange, église Notre-Dame de Besançon.
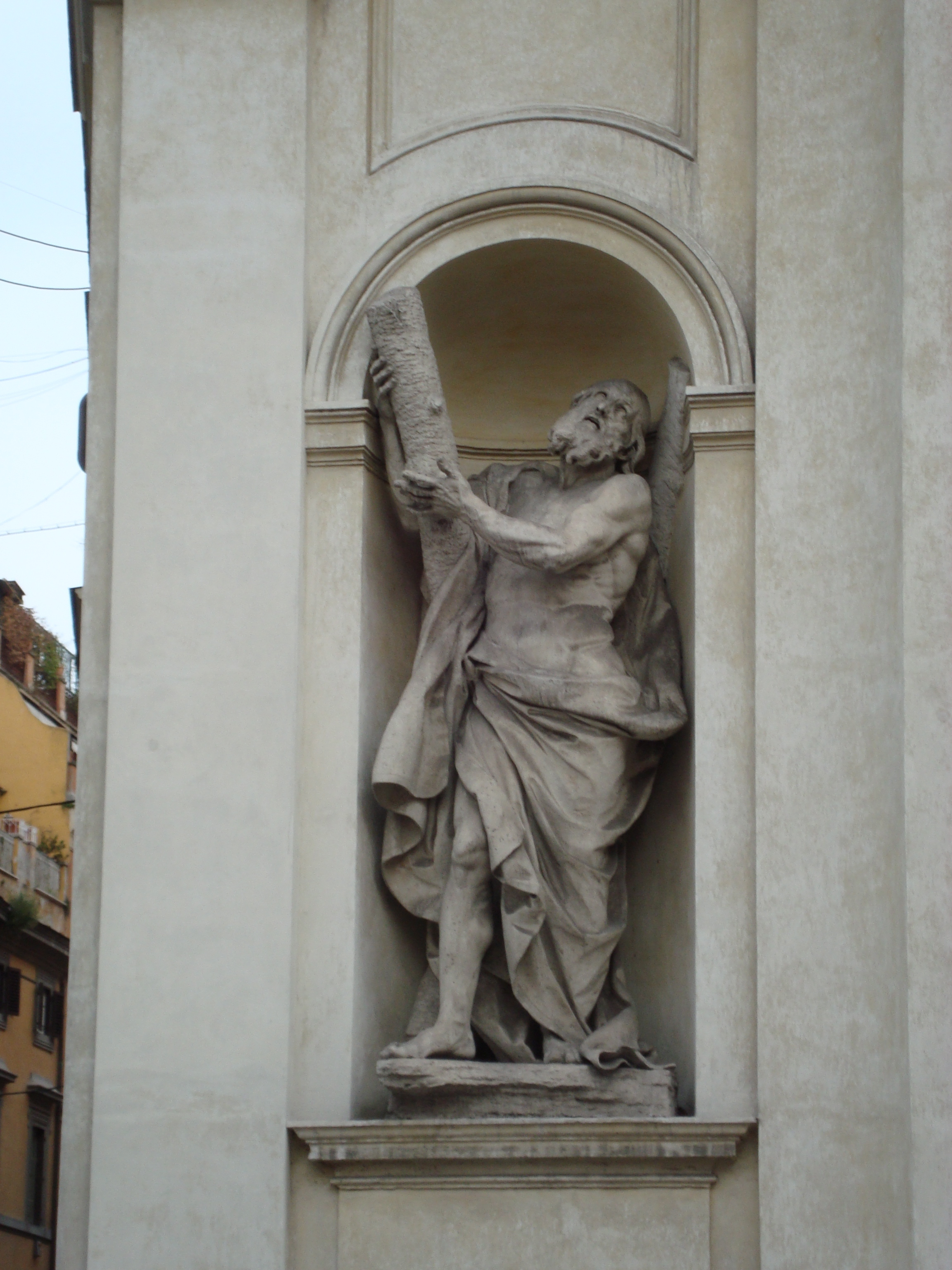
Saint André, église Santi Claudio e Andrea dei Borgognoni.
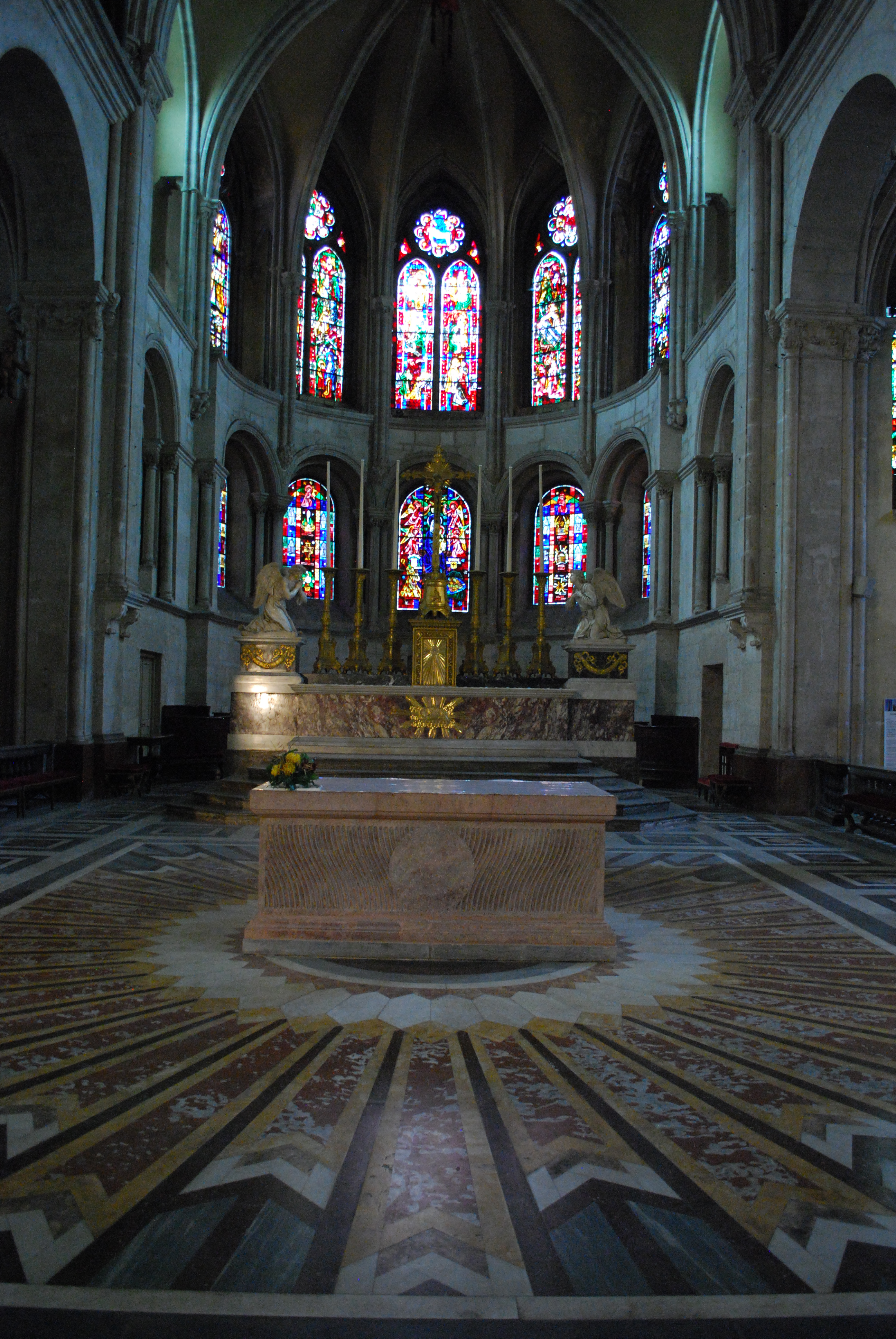
Les Anges adorateurs, cathédrale Saint-Jean de Besançon.
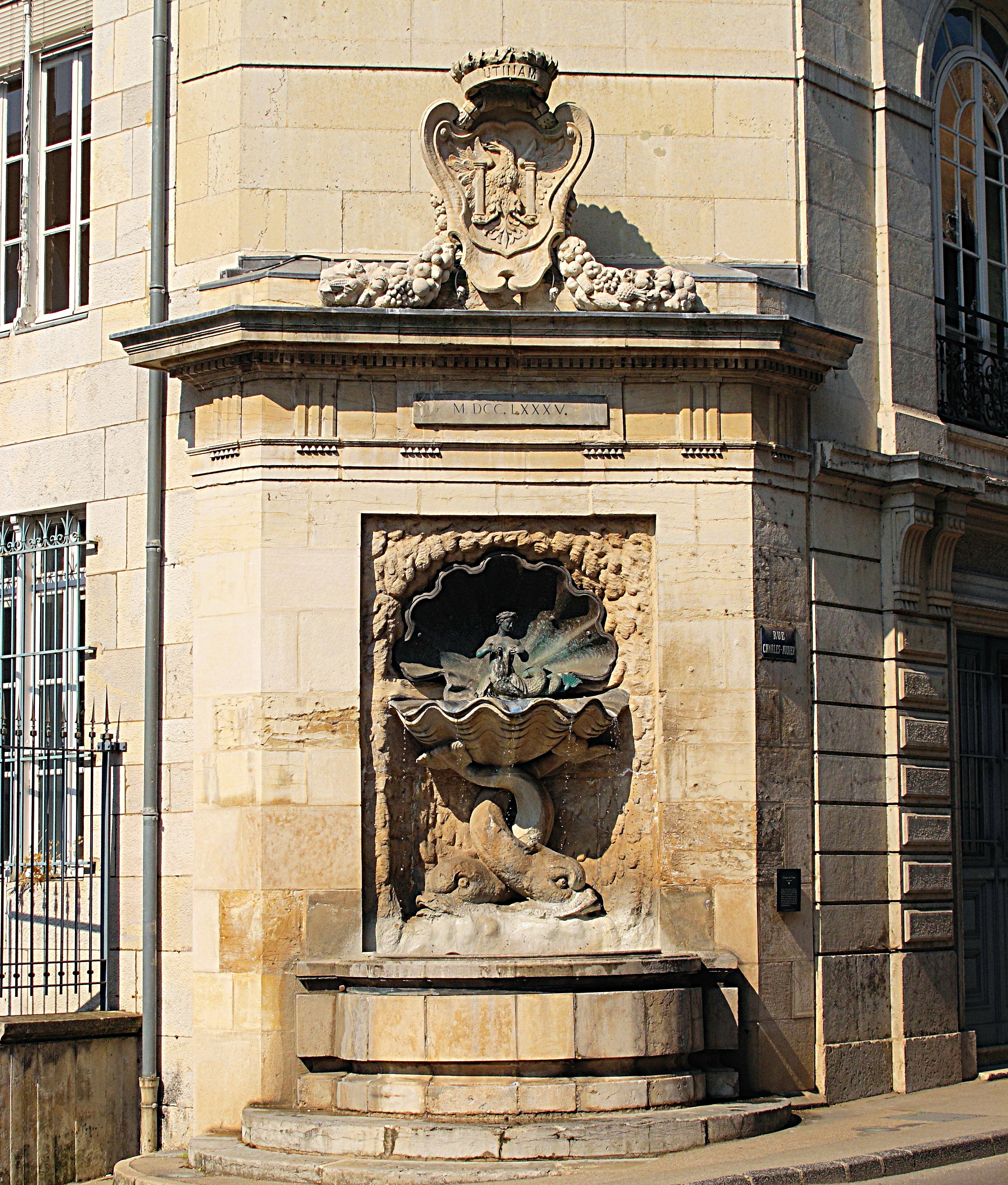
Fontaine des Dames, Besançon.
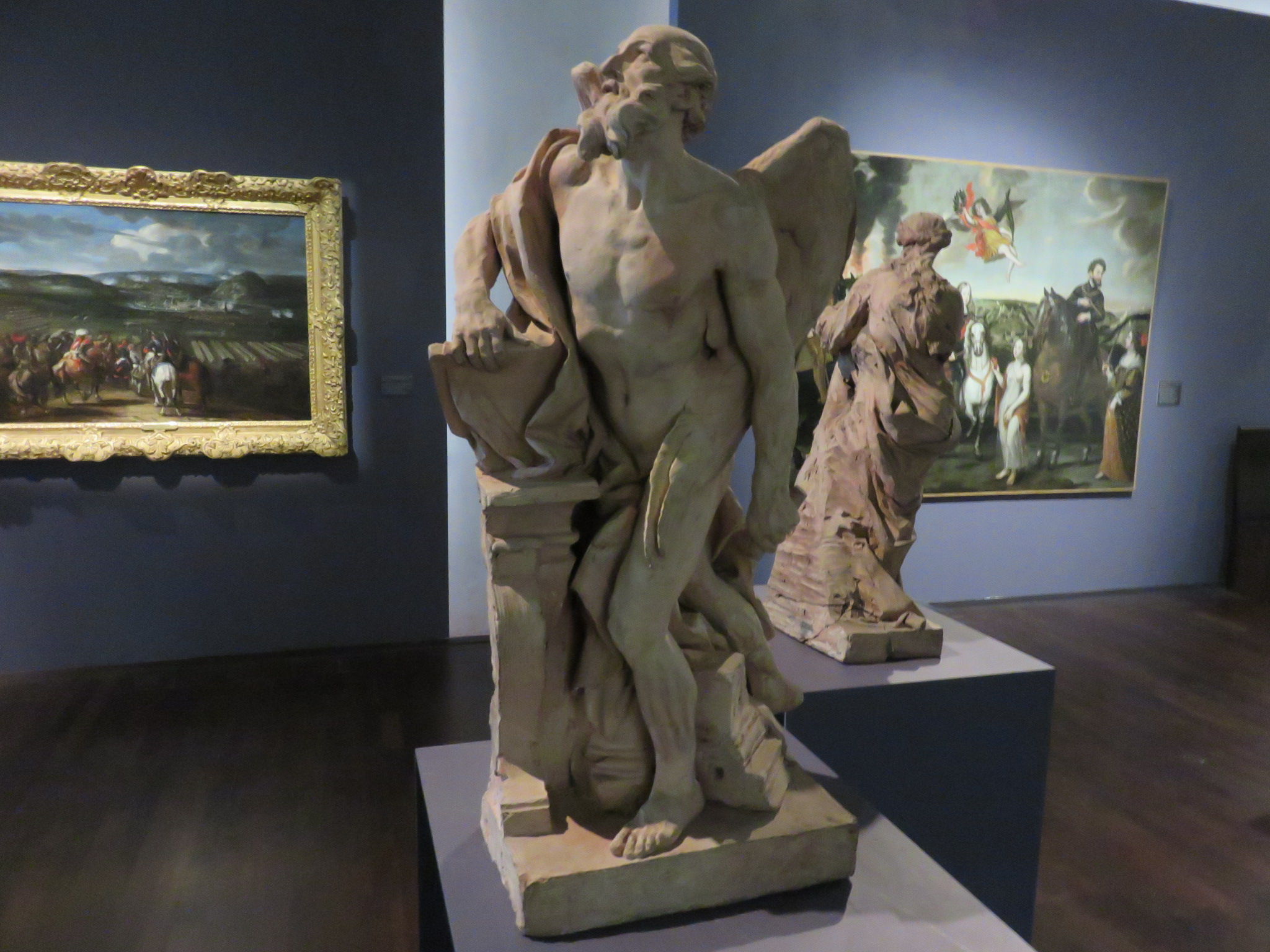
L'histoire, Chronos, musée du Temps de Besançon.
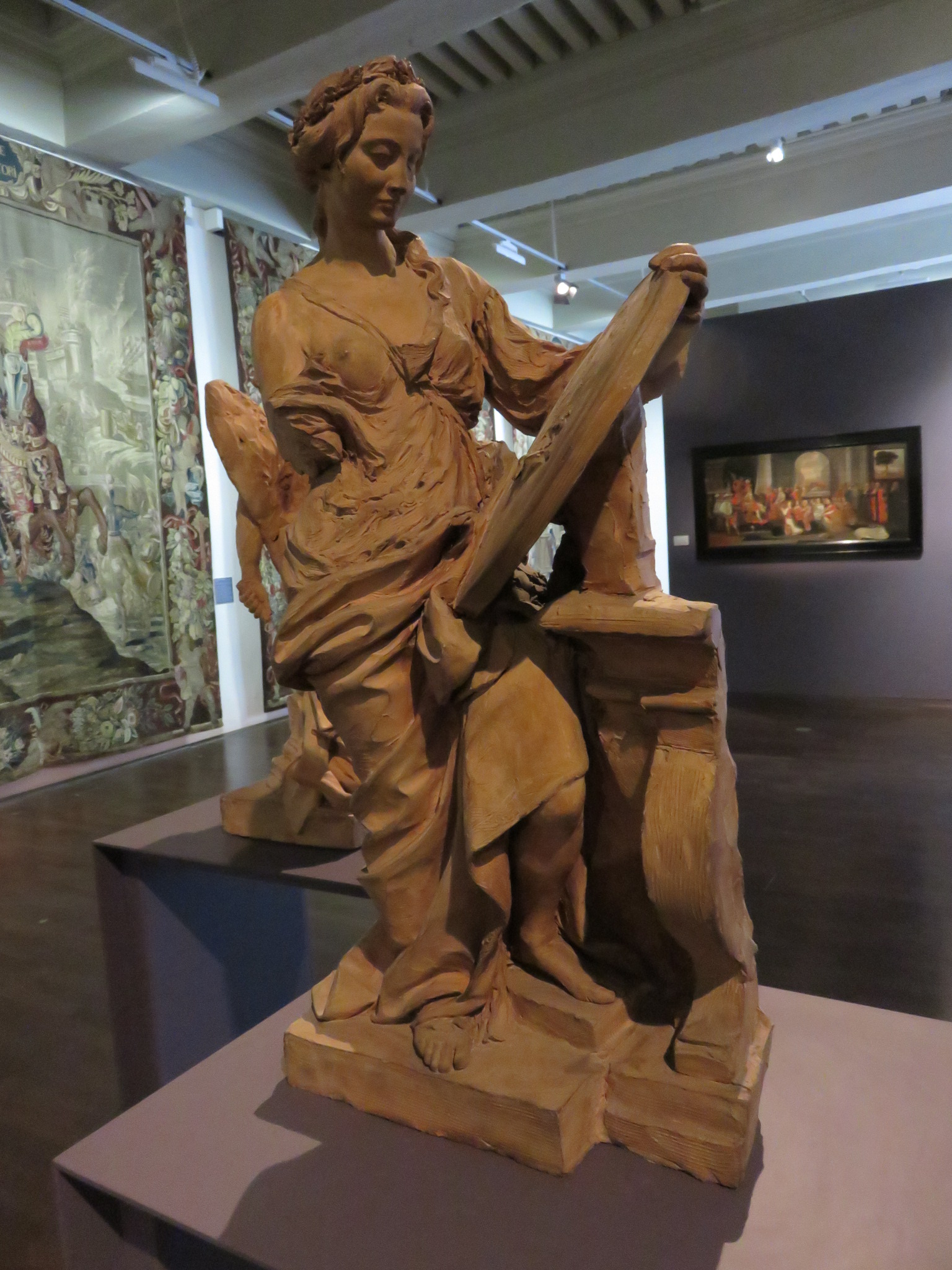
Le passé, Clio, musée du Temps de Besançon.